# 5 Against the House
5 Against the House es una película de atracos estadounidense de 1955 dirigida por Phil Karlson y protagonizada por Guy Madison, Kim Novak y Brian Keith. El reparto secundario incluye a William Conrad. El guion está basado en la novela homónima de Jack Finney de 1954, posteriormente publicada por entregas en la revista Good Housekeeping. La película se centra en un robo ficticio de lo que era un auténtico casino de Nevada, Harold's Club.

## Argumento
Cuatro amigos matriculados en la Universidad del Medio Oeste (que era ficticia en el momento de la película pero que se convirtió en realidad a mediados de la década de 1990): Brick (Keith), Al (Madison), Ronnie (Kerwin Mathews) y Roy (Alvy Moore), visitan el casino Harold's Club en Reno, Nevada, durante un viaje de fin de semana.
Después de pasar una hora jugando y socializando, el grupo se prepara para partir. Ronnie, sin embargo, ha perdido dinero jugando a la ruleta y debe cobrar un cheque en la ventanilla. Lo acompaña Roy, pero sin que ninguno de ellos lo sepa, el cajero está siendo amenazado por un hombre con una pistola. Usando una alarma de seguridad oculta, el cajero alerta a los funcionarios del casino, quienes arrestan no solo al posible ladrón, sino también a Roy y Ronnie. Al convence a la policía para que libere a Roy y Ronnie, pero el inquisitivo Ronnie se obsesiona con la idea de un espectacular robo a un casino y comienza a formular sus propios planes para robar el Harold's Club después de escuchar a uno de los agentes de policía decir: «No hay manera que eso [robar el Harold's Club] se pueda hacer».
De regreso a la universidad, el incidente aparentemente se olvida, aunque Ronnie comienza a desarrollar sus planes en serio. Al también restablece su relación con su novia, Kay (Kim Novak), quien recientemente se convirtió en cantante en un club nocturno local. Al lleva a Brick, Roy y Ronnie a ver uno de sus espectáculos. Después de la actuación, Brick, un veterano de la guerra de Corea, es provocado para pelear con un compañero de estudios por una exnovia y luego sufre los efectos de un episodio psicótico disociativo debido a una batalla en curso contra el trastorno por estrés postraumático. Más tarde esa noche, Al anima a un Brick angustiado a regresar a un hospital de veteranos para recibir tratamiento, pero él se niega.
Más tarde, Ronnie finaliza su plan para robar el Harold's Club. Afirmando que el robo sería una «primera vez» aventurera en sus vidas ordinarias, Ronnie les revela el plan a Brick y Roy, manteniendo que todo el dinero sería devuelto, asegurando así que ninguno de los involucrados sería culpable de un delito procesable. Aunque inicialmente se muestran escépticos, Brick y Roy abandonan gradualmente sus dudas. Luego, el rico Ronnie usa su herencia personal para comprar un remolque y un automóvil imposibles de rastrear y fabricar un carro de madera idéntico a los carros de efectivo utilizados en Harold's, el componente más importante del atraco.
Ronnie determina que el robo sólo puede llevarse a cabo si Al participa, sosteniendo que se necesitarán al menos cuatro personas para la peligrosamente compleja operación. Pero Brick, Roy y Ronnie están de acuerdo en que Al no aceptará el robo si se entera. Casualmente, el día antes del robo, Al le propone matrimonio a Kay y deciden ir a Reno con los demás para casarse de inmediato.
En el viaje de 11 horas hasta Reno, Al reconoce el diseño del carro mientras viaja en el remolque y, sin darse cuenta, enciende una pequeña grabadora de carrete a carrete escondida dentro del carro y escucha una grabación amenazadora. Ronnie les revela sus planes de robo a Kay y Al. Sorprendidos, se niegan a participar.
Brick luego saca un revólver y toma el control. Temiendo una vida de indigencia y confinamiento, Brick, cada vez más volátil y perturbado, explica que el robo se llevará a cabo según lo previsto, pero con una diferencia: el dinero no será devuelto. Brick amenaza con matar a Al si alguien intenta sabotear el plan.
Una vez que llegan al casino, el robo se lleva a cabo de manera eficiente mientras el distrito de casinos de Reno se llena de fiesteros disfrazados que celebran una fiesta con temática de vaqueros. En las caóticas festividades, Brick, Ronnie y Al disfrazados se mezclan entre la multitud y convencen a un operador de carrito (William Conrad) para que recupere dinero en efectivo de la sala del dinero, usando el mensaje pregrabado para hacerle creer que hay un hombre desesperado con un arma en el carro que le disparará si no coopera.
Después del robo, Brick deja a los demás atrás y escapa con el dinero, pero Al lo persigue hasta el estacionamiento de un casino. Kay, tras haber alertado a la policía, los sigue y se produce un tenso enfrentamiento. Al final, Al convence a Brick de que se rinda pacíficamente. Nadie más es arrestado y Al y Kay se abrazan en una calle concurrida.

## Reparto
- Guy Madison como Al Mercer.
- Kim Novak como Kay Greylek (voz cantante doblada por Jo Ann Greer).
- Brian Keith como Brick.
- Kerwin Mathews como Ronnie.
- Alvy Moore como Roy.
- William Conrad como Eric Berg.
- Jack Dimond como Francis Spiegelbauer.
- Jean Willes como Virginia.

## Producción
La película se basó en una novela de Jack Finney, publicada en 1954. Stirling Silliphant adquirió él mismo la opción del libro, utilizando el dinero que obtuvo por vender los derechos de su novela Maracaibo. Originalmente, la película se iba a hacer en United Artists con Frank Tashlin como director y Mary Costa como protagonista. Las negociaciones con la UA fracasaron y el 20 de septiembre Tashlin y Costa se retiraron. En octubre estaban en marcha negociaciones en Columbia con Peter Godfrey para dirigir y Milly Vitale para protagonizar junto a Guy Madison, Alvy Moore, Roddy McDowall y Robert Horton. Finalmente, Vitale, McDowall y Horton se retiraron. Los papeles fueron tomados por jugadores contratados de Columbia como Kim Novak y Kerwin Mathews.
Aunque no fue su debut cinematográfico, esta fue una de las primeras apariciones de Novak en la pantalla. Ella estuvo entre el último grupo de actores que firmaron un contrato de estudio y fueron reclutados a través del sistema de estudios anterior por el productor de Columbia Pictures, Harry Cohn.
Harry Cohn de Columbia insistió en que utilizaran a Kim Novak. «¿A quién le importaba?» dijo Silliphant más tarde. «No sabía actuar, pero el papel no requería habilidades shakesperianas. Todo lo que tenía que hacer era deslizar y rodar esos ojos».

## Recepción
[[Archivo:]]
La película fue elogiada tras su estreno por A. H. Weiler, el crítico de cine de The New York Times, quien citó «una dirección enérgica, un diálogo nítido, idiomático y verdaderamente cómico» como las principales entre sus cualidades positivas, pero mantuvo reservas sobre el desarrollo de la película de sus personajes y trasfondo. El crítico contemporáneo Richard Harland Smith ha informado que Kim Novak recibió «críticas favorables, aunque condescendientes» por su interpretación de la cantante de club nocturno Kaye Greylek, que mejoró su estatus en Columbia Pictures.

## Influencia
Estrenada en 1955, 5 Against the House es un ejemplo temprano de una película de atracos y una de las primeras descripciones cinematográficas de un robo a un casino, representada más tarde por Ocean's 11 (1960), protagonizada por el Rat Pack y su nueva versión, Ocean's Eleven (2001) con George Clooney y Brad Pitt, y las secuelas del remake. Martin Scorsese ha indicado que su película Casino de 1995 fue influenciada por la producción de Karlson.

## Medios domésticos
El 3 de noviembre de 2009, Sony Pictures lanzó la película en DVD de definición estándar como parte de su colección titulada Film Noir Classics, Volume I con otras películas tempranas de cine negro: The Sniper (1952), Los sobornados (1953), The Lineup (1958) y Murder by Contract (1958). El DVD incluye introducciones cinematográficas y comentarios de los directores Martin Scorsese, Michael Mann y Christopher Nolan, así como de los autores Eddie Muller y James Ellroy.
El 16 de julio de 2019, Kit Parker Films lanzó la película en los EE. UU. en disco Blu-ray como parte de su conjunto de tres discos y nueve películas Noir Archive Volumen 2: 1954–1956. No se incluyó ningún material extra. El 30 de noviembre de 2020, Powerhouse Films del Reino Unido, a través de su sello Indicator, lanzó la película como parte de su conjunto de discos Blu-ray de seis películas Columbia Noir #1. Cada película de este set recibió su propio disco, y el disco 5 Against the House incluye comentarios del crítico de cine David Jenkins, un corto de comedia de Los Tres Chiflados titulado Sweet and Hot y una entrevista en video de 67 minutos con la actriz Kim Novak grabada en el Teatro Nacional de Cine de Londres en 1997.